# Nazionale maschile di pallacanestro delle Filippine
La nazionale di pallacanestro delle Filippine (in tagalog: Pambansang koponan ng basketbol ng Pilipinas) è la rappresentativa cestistica delle Filippine ed è posta sotto l'egida della Federazione cestistica delle Filippine.

## Storia

### Le origini
Le Filippine hanno partecipato per la prima volta a una competizione internazionale di pallacanestro ai Giochi dell'Estremo Oriente nella loro prima edizione tenutasi nel 1913. Le Filippine vinsero in tutte le edizioni dei giochi tranne che in una occasione, nel 1921 quando vennero sconfitti dalla Cina, fino al 1934. Tuttavia, questi giochi non erano supervisionati dalla FIBA, poiché l'organizzazione fu fondata solo nel 1932.

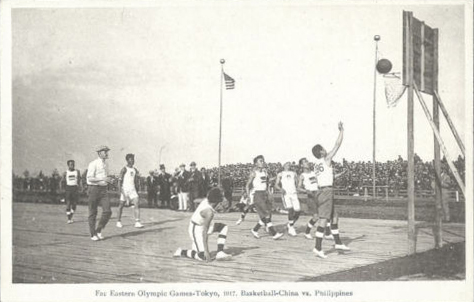
Filippine vs Cina ai Giochi dell'Estremo Oriente 1917

La Federazione cestistica delle Filippine (BAP) venne fondata nel 1936 e divenne parte della FIBA nello stesso anno. Sempre nel 1936, la BAP inviò una squadra soprannominata The Islanders, per partecipare al primo torneo olimpico di pallacanestro a Berlino. Con un formato a eliminazione diretta a partire dal terzo incontro, le Filippine vinsero le prime tre partite prima di affrontare gli Stati Uniti nel quarto incontro. Gli USA doppiarono il punteggio delle Filippine, imponendosi per 56-23, e avanzarono al turno successivo. Le Filippine si classificarono al quinto posto, vincendo tutte le altre partite, ottenendo così il miglior piazzamento di sempre per una squadra asiatica nella storia del basket olimpico maschile. Oltre al Canada, medaglia d'argento, le Filippine furono l'unica squadra a subire una sola sconfitta nel torneo.
Le Filippine, dopo la sospensione di tutte le attività durante il periodo della seconda guerra mondiale, tornarono alle Olimpiadi del 1948 a Londra. La squadra però si classificò solamente quarta su sei squadre nel proprio girone e venne eliminata nella fase iniziale, la nazionale alla fine concluse il torneo al dodicesimo posto.

### Anni cinquanta: il bronzo mondiale
Negli anni '50 e '60, le Filippine furono tra le migliori squadre di pallacanestro al mondo, producendo giocatori di livello internazionale come Carlos Loyzaga, Lauro Mumar, Mariano Tolentino, Francisco Rabat ed Edgardo Ocampo. Nel 1951, la squadra vinse il torneo inaugurale di pallacanestro ai Giochi Asiatici a Nuova Delhi, in India, conquistando la medaglia d'oro davanti al Giappone e ad altre quattro squadre.
Nel 1952 le Filippine fecero la loro terza apparizione consecutiva ai Giochi olimpici, prendendo parte al torneo di pallacanestro di Helsinki. Dopo aver superato la prima fase di qualificazione, la nazionale chiuse al terzo posto il proprio girone mancando la qualificazione per la fase finale; al termine del torneo le Filippine chiusero con l'undicesimo posto.
Nei successivi Giochi Asiatici del 1954, tenutisi a Manila e validi come qualificazione per il Campionato Mondiale dello stesso anno, la squadra filippina si classificò nuovamente al primo posto, superando nella fase finale Taipei cinese, il Giappone e la Corea del Sud.
Al Campionato Mondiale FIBA del 1954 in Brasile, le Filippine conquistarono la medaglia di bronzo. La squadra terminò seconda nel proprio girone dietro al Brasile e davanti al Paraguay, accedendo così alla fase finale. Nella fase finale, giocata con girone all'italiana di sola andata, le Filippine persero contro gli Stati Uniti per due volte, la prima con uno scarto di soli 13 punti, e poi due volte anche contro il Brasile; quelle quattro sconfitte furono le uniche in tutta la fase finale che vide le Filippine al terzo posto. Ancora oggi, questa rimane la miglior prestazione di sempre di una squadra asiatica in un Campionato Mondiale di pallacanestro. Il giocatore filippino, Carlos Loyzaga al termine della competizione fu inserito nel FIBA World Cup All-Tournament, diventando il primo giocatore proveniente dall'Asia ad ottenere questo riconoscimento. 

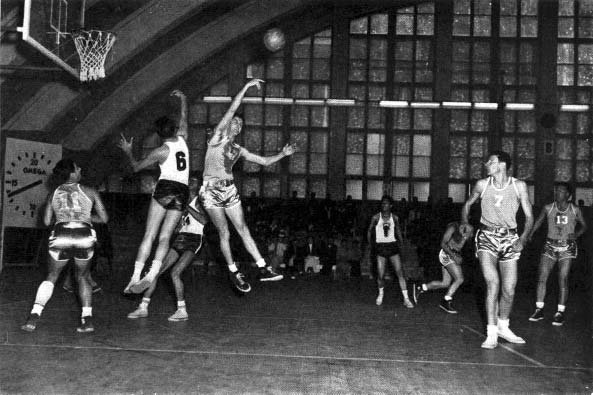
Filippine-Argentina ai Giochi della XV Olimpiade

Alle Olimpiadi del 1956, le Filippine si classificarono al settimo posto. La squadra si qualificò per i quarti di finale dopo aver perso solo contro gli Stati Uniti. Tuttavia, nei quarti perse tutte le partite contro Francia, Uruguay e Cile. Le Filippine riuscirono poi a battere nuovamente il Cile nella finale per il settimo posto, concludendo il torneo con un record di 4 vittorie e 4 sconfitte. Due anni dopo, ai Giochi Asiatici 1958, disputati a Tokyo, la squadra filippina vinse la sua terza medaglia d'oro consecutiva, chiudendo nuovamente al primo posto nella fase finale.
Ai Mondiali FIBA 1959, le Filippine furono inserite in un girone con Bulgaria, Porto Rico e Uruguay. Dopo aver perso contro Bulgaria e Porto Rico, la squadra non riuscì a qualificarsi per la fase finale. Tuttavia, vinse tutte le partite nel girone di classificazione contro l'Egitto e il Canada, qualificandosi per la finale per l'ottavo posto contro l’Uruguay. Le Filippine vinsero l'incontro e conclusero il torneo all'ottavo posto. Questo fu l'ultimo grande torneo per Carlos Loyzaga e i suoi compagni di squadra.

### Anni sessanta: i Giochi Asiatici
A partire dal 1960, venne istituito il Campionato Asiatico di Pallacanestro, torneo nato per determinare le squadre asiatiche che avrebbero partecipato alle Olimpiadi e ai Campionati Mondiali. La qualificazione al torneo continentale avveniva tramite tornei di sottoregione o in base al piazzamento nell'edizione precedente. Tuttavia, essendo le Filippine una delle squadre più forti del Sud-Est asiatico, la nazionale riusciva ad ottenere con abbastanza facilità la qualificazione a tutte le prime edizioni del Campionato Asiatico. La nazionale filippina fu la prima a conquistare il titolo di campioni d'Asia, aggiudicandosi la prima edizione del Campionato Asiatico di Pallacanestro che si tenne proprio nelle Filippine, a Manila, con un record di 9 vittorie in 9 partite.
Grazie alla vittoria del Campionato Asiatico, le Filippine si qualificarono per le Olimpiadi del 1960. A Roma, la squadra non riuscì a qualificarsi per il turno delle medaglie, ma ottenne una vittoria importante contro la Spagna nella fase preliminare, concludendo il torneo all'11º posto su 16 nazioni partecipanti.
Nel 1962 le Filippine avrebbero dovuto ospitare il Campionato Mondiale, ma l'allora presidente delle Filippine Diosdado Macapagal vietò l'ingresso nel paese ai giocatori della Jugoslavia e delle altre nazioni comuniste. Di conseguenza il campionato venne rinviato all'anno successivo, ospitato dal Brasile e la nazionale filippina venne esclusa dalla competizione.
Nel 1963, le Filippine vinsero per la seconda volta consecutiva il Campionato asiatico battendo in finale Taipei cinese. Vista la mancata partecipazione al Campionato Mondiale 1963, nonostante la vittoria nel Campionato Asiatico, le Filippine dovettero tentare la qualificazione per i Giochi della XVIII Olimpiade attraverso la partecipazione al Torneo Pre-Olimpico FIBA 1964, nel quale però si classificò solo al 6° posto, mancando per la prima volta la qualificazione al torneo olimpico, dopo cinque partecipazioni consecutive.
Dopo essere arrivata al secondo posto nel Campionato Asiatico 1965, alle spalle della nazionale del Giappone, nell'edizione 1967, tenutasi a Seul, la nazionale filippina conquistò nuovamente il titolo continentale, concludendo la competizione da imbattuta; di conseguenza le Filippine ottennero la qualificazione per i Pallacanestro ai Giochi della XIX Olimpiade del 1968. Ma nel torneo di Città del Messico la squadra perse 6 delle 7 partite del proprio girone, concludendo la competizione al tredicesimo posto.
Nel Campionato Asiatico 1969, disputato a Bangkok, le Filippine si classificarono al terzo posto, a causa di una sconfitta di un solo punto contro il Giappone e di una successiva sconfitta per 86-95 contro la Corea del Sud, segnando la prima volta dall'introduzione della competizione che la nazionale non terminava nei primi due posti.

### Anni settanta: l'ultima Olimpiade e la nascita della PBA
Nel 1971 le Filippine conclusero al secondo posto il Campionato asiatico maschile di pallacanestro, disputato a Tokyo, alle spalle proprio di padroni di casa del Giappone. Il secondo posto nel torneo continentale fornì la qualificazione per i Giochi della XX Olimpiade del 1972 a Monaco di Baviera. Le Filippine, in quella che sarà la loro ultima partecipazione ai Giochi Olimpici, finirono per eguagliare il loro peggior piazzamento olimpico, classificandosi al 13º posto, lo stesso risultato ottenuto alle Olimpiadi di Città del Messico nel 1968. La squadra, guidata dall'allenatore Ning Ramos e composta da giocatori come Jimmy Mariano, William Adornado, Danny Florencio, Jun Papa, Freddie Webb e il capitano Ed Ocampo, riuscì a ottenere una sola vittoria nella fase a gironi. Le Filippine superarono il Senegal con un punteggio di 68-62, grazie ai 16 punti di Mariano e ai 14 segnati da Manny Paner. Tuttavia, la squadra perse tutte le restanti partite del girone, affrontando avversari di alto livello come Polonia, Italia, Unione Sovietica, Jugoslavia, Porto Rico e Germania Ovest. Nel turno di classificazione per le posizioni dal 13º al 16º posto, le Filippine ottennero una seconda vittoria di consolazione nel torneo contro il Giappone, imponendosi per 80-73.
Nel 1973 a Manila si disputò il Campionato asiatico, le Filippine si imposero contro tutti gli avversari concludendo il torneo con un record di 10-0 e riconquistarono dopo due edizioni la vittoria del titolo continentale. Di conseguenza guadagnarono la qualificazione per il Campionato mondiale maschile di pallacanestro 1974, dove però la nazionale filippina concluse al penultimo posto la competizione.
Nel 1975, a seguito di controversie con la Federazione cestistica delle Filippine (BAP), nove squadre si ritirarono dalla giurisdizione della federazione e fondarono la Philippine Basketball Association (PBA), il primo campionato professionistico di pallacanestro nelle Filippine. Con la nascita della PBA, tutti i migliori giocatori del paese passarono al nuovo campionato professionistico, lasciando la BAP con squadre indebolite per le competizioni internazionali, poiché i giocatori professionisti non erano ammessi nei tornei FIBA.
A causa di ciò, le Filippine non riuscirono a difendere il titolo di campioni d’Asia nel 1975. In quell'edizione del Campionato Asiatico, la squadra subì una clamorosa sconfitta contro l’India, che impedì alle Filippine di raggiungere le prime quattro posizioni, cosa che non era mai accaduta nei primi quindici anni della competizione. Anche nell’edizione del 1977 del Campionato Asiatico, le Filippine mancarono l’accesso alle semifinali per la seconda volta consecutiva, in questa occasione a causa di una sconfitta contro la Malesia.
Nel 1978, le Filippine ospitarono il Campionato Mondiale FIBA, diventando la prima nazione asiatica ad ospitare la massima competizione mondiale; l'assegnazione dell'organizzazione del Campionato Mondiale FIBA faceva parte di una strategia dell'allora presidente Ferdinand Marcos per legittimare il suo regime dittatoriale agli occhi del mondo.La mancanza di talento ed esperienza della squadra filippina, ancora priva dei suoi migliori giocatori si rivelò fatale. Fin dall'inizio del torneo, i giocatori locali dimostrarono di essere nettamente inferiori rispetto agli avversari, che erano non solo più esperti, ma anche fisicamente più imponenti e tecnicamente più dotati. Questa disparità di livello rese impossibile per le Filippine competere ad armi pari, portando a una serie di sconfitte nette contro le squadre più forti del torneo; la nazionale, anche se ebbe l'accesso diretto al girone semifinale in quanto paese ospitante, perse tutte le partite con ampi margini di scarto e concluse il torneo all’ultimo posto della fase finale.

### Anni ottanta: il programma NCC
Per compensare la perdita dei giocatori passati alla PBA, la Federazione cestistica delle Filippine (BAP) affidò all'imprenditore Eduardo Cojuangco Jr. il compito di formare una squadra che si allenasse insieme per diversi mesi, di fatto un club indipendente da qualsiasi lega, che però fungesse anche da selezione nazionale per le Filippine. Il risultato fu la squadra del Northern Cement Basketball Team, allenata dall'americano Ron Jacobs e rinforzata con quattro giocatori naturalizzati.
Ai Giochi Asiatici 1982 a Nuova Delhi, la squadra si classificò al quarto posto, dietro Corea del Sud, Cina e Giappone. Tuttavia, al Campionato Asiatico 1983 ad Hong Kong, le Filippine furono costrette a rinunciare ai risultati ottenuti nelle partite della fase preliminare a causa di un malinteso regolamentare: la squadra aveva schierato più di un giocatore naturalizzato contemporaneamente, violando le regole del torneo. Privati dei loro giocatori naturalizzati, i filippini dominarono comunque la fase di classificazione, chiudendo al nono posto.
Nel Campionato Asiatico 1985 a Kuala Lumpur, la Northern Cement vinse il titolo continentale, guadagnando così la qualificazione per i Campionato mondiale maschile di pallacanestro 1986 in Spagna. Questo successo segnò il ritorno delle Filippine al vertice continentale, un titolo che mancava dal 1973, ma questo sarà anche l'ultima volta che la nazionale filippina riuscì ad ottenerlo.
In quel periodo, l’allenatore Ron Jacobs elaborò un nuovo piano per garantire la continuità del programma della nazionale. Nuovi talenti locali come Benjie Paras, Alvin Patrimonio e Jerry Codiñera vennero individuati per sostituire i veterani Dennis Still e Jeff Moore, ormai vicini al ritiro. 
Tuttavia, il 22 febbraio 1986, scoppiò la Rivoluzione del Potere Popolare, che costrinse il presidente delle Filippine, Ferdinand Marcos all'esilio. Anche Cojuangco, suo stretto alleato, lasciò il paese, e di conseguenza la Federazione cestistica delle Filippine abbandonò il progetto NCC, con la squadra non poté partecipare ai Mondiali.

### Anni novanta: l'arrivo del professionismo
Nel 1989, la FIBA autorizzò la partecipazione di giocatori professionisti ai tornei internazionali. Questo portò a un accordo tra la Federazione cestistica delle Filippine (BAP) e la Philippine Basketball Association (PBA), secondo cui la PBA avrebbe formato le squadre nazionali per i Giochi Asiatici, mentre la BAP avrebbe gestito le altre competizioni.
Tuttavia, nei XV Giochi del Sud-est asiatico del 1989, la squadra sponsorizzata dalla BAP e allenata da Derrick Pumaren subì un'inattesa sconfitta nella finale contro la Malaysia, conquistando solo la medaglia d’argento. Questo fu l'unico caso in cui le Filippine non vinsero l'oro nel basket ai Giochi del Sud-est asiatico, fino all’edizione del 2021, in cui ottennero nuovamente l'argento.
Nel 1990, le Filippine inviarono una squadra composta interamente da giocatori professionisti della PBA, allenata da Robert Jaworski, per riaffermare la propria supremazia cestistica ai Giochi Asiatici. In quello che verrà poi conosciuto con il nome di Philippines Dream Team, Robert Jaworski selezionò quattro giocatori provenienti dal San Miguel Beermen, reduci dalla conquista del prestigioso Grande Slam (vittoria di tutti i tornei PBA in una singola stagione) l’anno precedente, tra cui Allan Caidic e Samboy Lim. Tra le scelte figurava anche il suo ex compagno di squadra e, in passato, grande rivale Mon Fernandez, inoltre, tre giocatori della squadra degli Añejo Rum 65ers, allenata dallo stesso Jaworski, vennero convocati: Cuenco, Gonzalgo e Loyzaga. Jerry Codiñera, centro della squadra dei Purefoods, era stato inizialmente incluso nella lista definitiva di 12 giocatori, ma, a poche settimane dall'inizio, gli venne diagnosticata un’epatite, impedendogli di partecipare al torneo; al suo posto venne convocato Zaldy Realubit, che andò a rinforzare il reparto lunghi della squadra. Le Filippine vinsero le prime tre partite contro Pakistan, Giappone e Corea del Nord con una media di 24 punti di vantaggio. Tuttavia, la squadra perse la quarta partita contro i padroni di casa della Cina con un netto punteggio di 125-60. I filippini riuscirono a rimontare e battere gli Emirati Arabi Uniti e ripeterono la vittoria contro il Giappone in semifinale, 94-90, per arrivare a una rivincita contro la Cina nella finale.
Nella sfida per l'oro, la Cina sconfisse le Filippine per 90-74, una prestazione decisamente migliore rispetto alla sconfitta di 65 punti nel primo incontro. Il secondo posto rappresentò il miglior risultato per le Filippine dal 1962 nei Giochi Asiatici.
Nel 1991, al Campionato Asiatico di Kōbe in Giappone, le Filippine chiusero al secondo posto nel proprio girone dietro alla Cina, ma una sconfitta contro il Giappone le escluse dai quarti di finale. La squadra terminò al settimo posto, grazie alla vittoria a tavolino contro la Giordania. Due anni dopo, nel 1993, la nazionale filippina non riuscì a qualificarsi ai gruppi dei quarti di finale, subendo delle costose sconfitte di misura contro la Corea del Sud (cinque punti) e gli Emirati Arabi Uniti (quattro punti), concludendo all’undicesimo posto.
Nei Giochi Asiatici del 1994 a Hiroshima, le Filippine, allenate dall’americano Norman Black, schierarono un mix di giocatori della PBA e alcuni dilettanti. La squadra chiuse al secondo posto nel girone preliminare, perdendo contro la Corea del Sud. Questo significò affrontare la Cina nelle semifinali: sebbene la squadra filippina perse, i cinesi ottennero il loro margine di vittoria più basso del torneo (9 punti). Nella finale per il bronzo, le Filippine vennero sconfitte dai padroni di casa del Giappone con uno scarto di tre punti dopo un tempo supplementare, terminando quindi il torneo al quarto posto.
Nel Campionato Asiatico del 1995 a Seul, senza giocatori PBA in squadra, le Filippine terminarono ultime nel girone preliminare* ma vinsero due partite nel girone di classificazione, concludendo al 12º posto su 19 squadre. Due anni dopo, nel Campionato Asiatico del 1997 a Riyadh, la situazione migliorò leggermente: la squadra finì comunque ultima nel girone preliminare, ma riuscì a conquistare il girone di classificazione, terminando al 9º posto.
Nel 1998, la PBA formò la squadra nazionale denominata Philippine Centennial Team, allenata dall’americano Tim Cone; la squadra era composta da giocatori professionisti, tra cui i veterani della nazionale Allan Caidic e Alvin Patrimonio, che diventarono gli unici giocatori della PBA ad aver rappresentantato il paese in quattro edizioni dei Giochi Asiatici dal 1986. Il soprannome della squadra, faceva riferimento alla celebrazione del centenario dell'indipendenza delle Filippine. La selezione che vinse la 21ª edizione della William Jones Cup. Tuttavia, nei Giochi Asiatici di Bangkok, il team si dovette accontentare del bronzo. Nella fase a eliminazione diretta, le Filippine persero di 20 punti contro la Corea del Sud nel girone dei quarti di finale, e in semifinale subirono un'altra sconfitta contro la Cina, nuovamente con 9 punti di scarto, lo stesso risultato del 1994. Nella finale per il terzo posto, riuscirono però a battere il Kazakistan, conquistando la medaglia di bronzo.
L’anno successivo, nel Campionato Asiatico 1999 a Fukuoka,in Giappone, senza il supporto di giocatori della PBA, le Filippine terminarono ultime nel girone preliminare, ma ottennero una vittoria nel girone di classificazione, chiudendo all’11º posto su 15 squadre.

### Il nuovo millennio e la sospensione FIBA
Nel 2001, poco prima dell'inizio dei Campionato Asiatico di Shanghai, le Filippine furono sospese dalla FIBA a causa di dispute interne sulla leadership della BAP. Questo causò, per la prima volta, l'assenza del paese al campionato asiatico. Nel 2002, però, fu trovato un compromesso e le Filippine poterono partecipare ai Giochi Asiatici di Busan, allenati da Jong Uichico.
A Busan, le Filippine si qualificarono facilmente per i quarti di finale, dove erano nel girone con Cina, Giappone e Taipei cinese. Le Filippine vinsero di cinque punti contro il Giappone e di 14 punti contro Cina. Il match contro la Cina non fu altrettanto equilibrato, con le Filippine che persero di 41 punti, ma ciò garantì alle Filippine di non affrontare la Cina nelle semifinali. Per il terzo torneo consecutivo, Filippine e Corea del Sud si trovarono di fronte in semifinale, e per la terza volta consecutiva lo scontro si concluse con lo stesso risultato: la vittoria della Corea del Sud, questa volta con un punto di vantaggio. Con due punti di vantaggio per le Filippine, Olsen Racela sbagliò due tiri liberi che portarono a un canestro da tre di Lee Sang-min sulla sirena, che sancì l'eliminazione delle Filippine. La squadra poi perse anche la finale per il bronzo contro il Kazakistan, con una sconfitta di due punti, concludendo al quarto posto il torneo.
Nel 2003, il Campionato Asiatico disputato ad Harbin, in Cina, segnò la peggior performance della storia della squadra nella competizione, con un 15° posto su 16 squadre. A differenza del 1997 e del 1999, le Filippine vinsero una partita nella fase preliminare, contro la Giordania. Tuttavia, nella fase di classificazione, le Filippine non vinsero nessuna partita in un girone che comprendeva Siria, Kuwait e Hong Kong. Solo una vittoria schiacciante contro la Malaysia evitò alle Filippine di finire all'ultimo posto..
Dopo il campionato, la BAP fu pesantemente criticata e prese provvedimenti per rafforzare la squadra. Tuttavia, dopo una sconfitta contro i Parañaque Jets, una squadra composta da politici, attori e dilettanti, in una partita di precampionato, e lo scoppio di un'altra crisi di leadership nella BAP, portò a una nuova sospensione dalla FIBA nel 2005, con la conseguente assenza delle Filippine nel Campionato Asiatico 2005 e nei Giochi Asiatici 2006.

### L'era della SBP (2007-)
Dopo la conclusione della lotta interna per la leadership del movimento cestistico delle Filippine, la Samahang Basketbol ng Pilipinas (SBP) (Basketball Federation of the Philippines), un'organizzazione sostenuta dalla PBA e da altri enti, ottenne il riconoscimento sia dalla FIBA che dal Comitato Olimpico Filippino, emergendo come nuova federazione di riferimento per la pallacanestro filippina e permettendo così la riammissione della nazionale alle competizioni internazionali.
Per il Campionato FIBA Asia 2007 a Tokushima, la selezione nazionale venne composta con la partecipazione della PBA e sotto la sponsorizzazione della San Miguel Corporation; la squadra assunse in quel periodo il nome di San Miguel-Team Pilipinas e fu assemblata in fretta e furia per partecipare al torneo. Le Filippine nel primo girone, riuscirono a sconfiggere la Cina, che però non aveva inviato la sua squadra migliore avendo già ottenuto la qualificazione alle Olimpiadi 2008, in qualità di nazione ospitante, ma subirono due sconfitte contro Iran e Giordania, venendo così eliminate dal tabellone principale. Successivamente, si ritrovarono di nuovo di fronte alla Cina  nella finale per il nono posto, vincendo con un margine di due punti.
Per il Campionato FIBA Asia 2009 a Tianjin, le Filippine si presentarono con la denominazione di Powerade-Team Pilipinas, essendo sponsorizzata dalla Coca-Cola Beverages Philippines. La nazionale, composta da tutti giocatori della PBA, riuscì ad avanzare fino ai quarti di finale, dove affrontarono la Giordania. Tuttavia, i giordani presero subito il controllo del match e le Filippine non riuscirono mai a recuperare lo svantaggio, perdendo la partita per 81-70. Nella sfida per il settimo posto, la nazionale filippina affrontò la Corea del Sud, ma uscì sconfitta di due punti, 82-80.

#### Gilas Pilipinas (2010-)
Seguendo il modello del Programma Northern Cement degli anni '80, la SBP (Samahang Basketbol ng Pilipinas) creò il programma Smart Gilas Pilipinas, sostenuto dal presidente della SBP Manny Pangilinan e sponsorizzata da Smart Communications, con l'obiettivo di qualificare la nazionale alle Olimpiadi 2012.
Nel Campionato FIBA Asia 2011 tenutosi a Wuhan, la SBP riuscì a ottenere la naturalizzazione del giocatore Marcus Douthit, che aiutò la squadra a raggiungere per la prima volta le semifinali dall' edizione 1987. Nella sfida per la finalissima, la squadra affrontò la Giordania, subendo una sconfitta decisiva, per 75-61, dopo un parziale favorevole agli avversari nel terzo quarto. Nella finale per il bronzo contro la Corea del Sud, con in palio un posto nel torneo preolimpico, le Filippine partirono forte, ma i coreani riuscirono a rimontare e vinsero la partita, complice anche qualche errore ai tiri liberi da parte dei filippini nel finale. Nonostante la mancata qualificazione olimpica, il quarto posto delle Filippine rappresentò il miglior piazzamento in un Campionato FIBA Asia dal 1987 e il miglior risultato in una competizione asiatica dal 2002.
Dopo il fallimento nella corsa alle Olimpiadi, la SBP decise di formare una nuova versione del team, chiamata Smart Gilas Pilipinas 2.0, composta questa volta in collaborazione più stretta con la PBA, e formata da giocatori professionisti provenienti dalla stessa PBA. Nel 2013, il programma venne rinominato semplicemente Gilas Pilipinas, mantenendo però la sponsorizzazione con la Smart Communications.

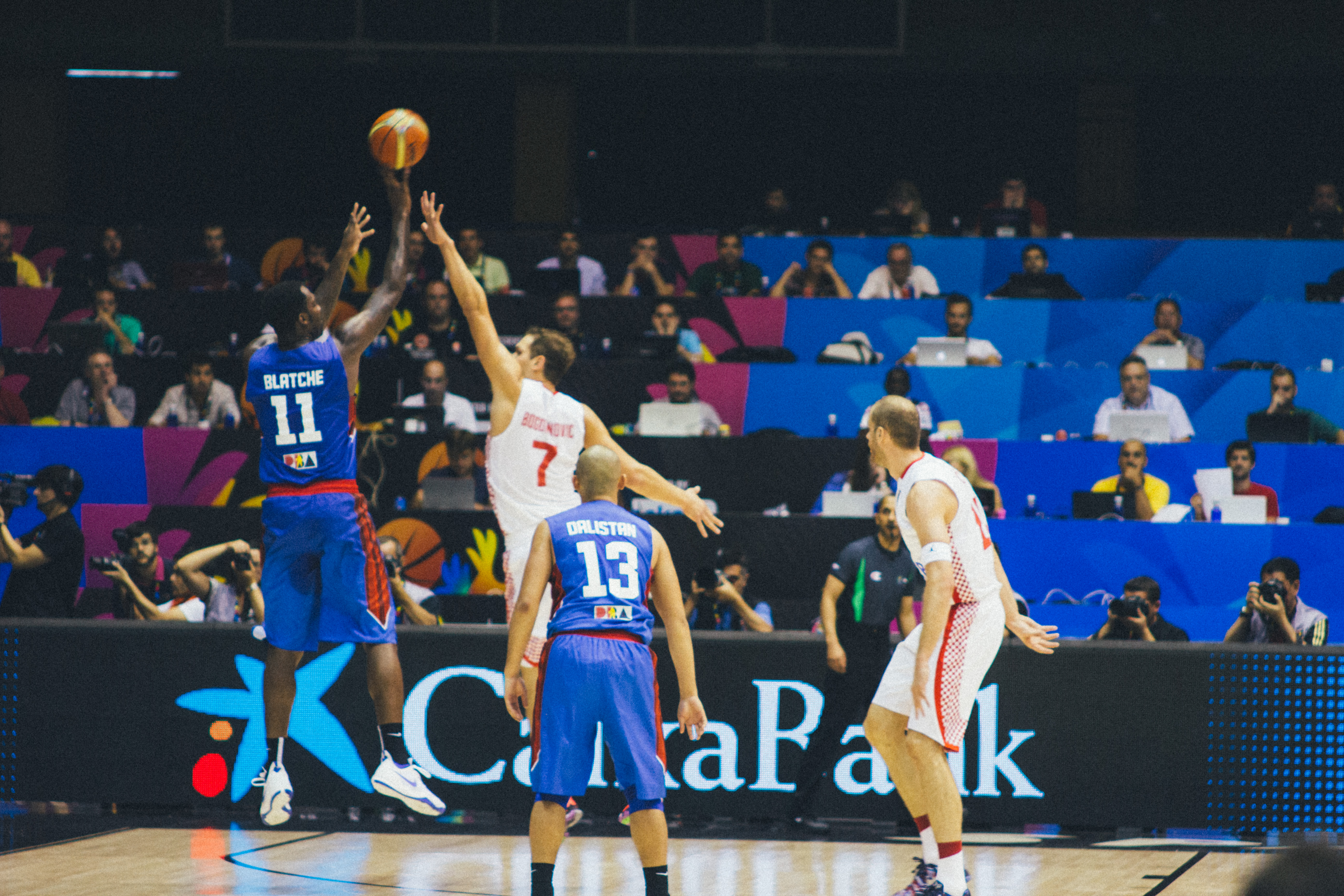
Andray Blatche in azione con i Gilas nella FIBA Basketball World Cup 2014

Le Filippine ospitarono il Campionato FIBA Asia 2013. Dopo aver perso contro Taipei cinese nell'ultima partita della fase preliminare, terminando al secondo posto, la squadra vinse quattro partite consecutive, arrivando in semifinale dove dovette affrontare nuovamente la Corea del Sud. In un match combattuto, le Filippine riuscirono a imporsi con il punteggio di 86-79, interrompendo così la maledizione della Corea che aveva sempre eliminato le Filippine nelle ultime edizioni. Grazie alla vittoria ottennero l'accesso alla finale e, soprattutto, le Filippine si qualificarono per la FIBA Basketball World Cup 2014, traguardo che mancava dal 1978.
Nella finale, le Filippine affrontarono l'Iran, che si impose con un margine di 14 punti, conquistando la vittoria per 85-71 rimanendo imbattuta nel torneo. Nonostante la sconfitta, la squadra filippina conquistò una preziosa medaglia d'argento, la prima medaglia conquistata dopo l'edizione 1985,segnando un grande ritorno sulla scena internazionale.
Il Congresso delle Filippine concesse la cittadinanza al giocatore Andray Blatche in tempo per la FIBA Basketball World Cup 2014, con l'obiettivo di rafforzare il reparto dei lunghi della nazionale. Le Filippine nell'estate 2014 in Spagna tornarono a disputare la massima competizione mondiale e disputarono quattro partite molto combattute contro avversari di alto livello come Croazia, Grecia, Argentina e Porto Rico, combattendo per la vittoria in ogni occasione ma uscendo sempre sconfitta dal campo. Tuttavia, riuscirono a conquistare un successo storico contro il Senegal, vincendo dopo un tempo supplementare per 81-79, facendo così registrare la prima vittoria delle Filippine in un Mondiale FIBA dopo 40 anni.
Nei Giochi Asiatici 2014, Blatche non poté prendere parte alla competizione a causa delle regole di residenza imposte dal Consiglio Olimpico d’Asia, quindi venne nuovamente convocato Marcus Douthit come giocatore naturalizzato. Il torneo però si concluse con il peggior piazzamento della nazionale filippina nella competizione, un settimo posto.
Il 30 ottobre 2014, la SBP annunciò la creazione di due commissioni di selezione per individuare e nominare il nuovo allenatore e i nuovi giocatori della squadra nazionale per le competizioni senior e giovanili. Il 23 dicembre 2014, la SBP ufficializzò Tab Baldwin come nuovo allenatore della nazionale. Il suo incarico quadriennale iniziò ufficialmente il 1º gennaio 2015.

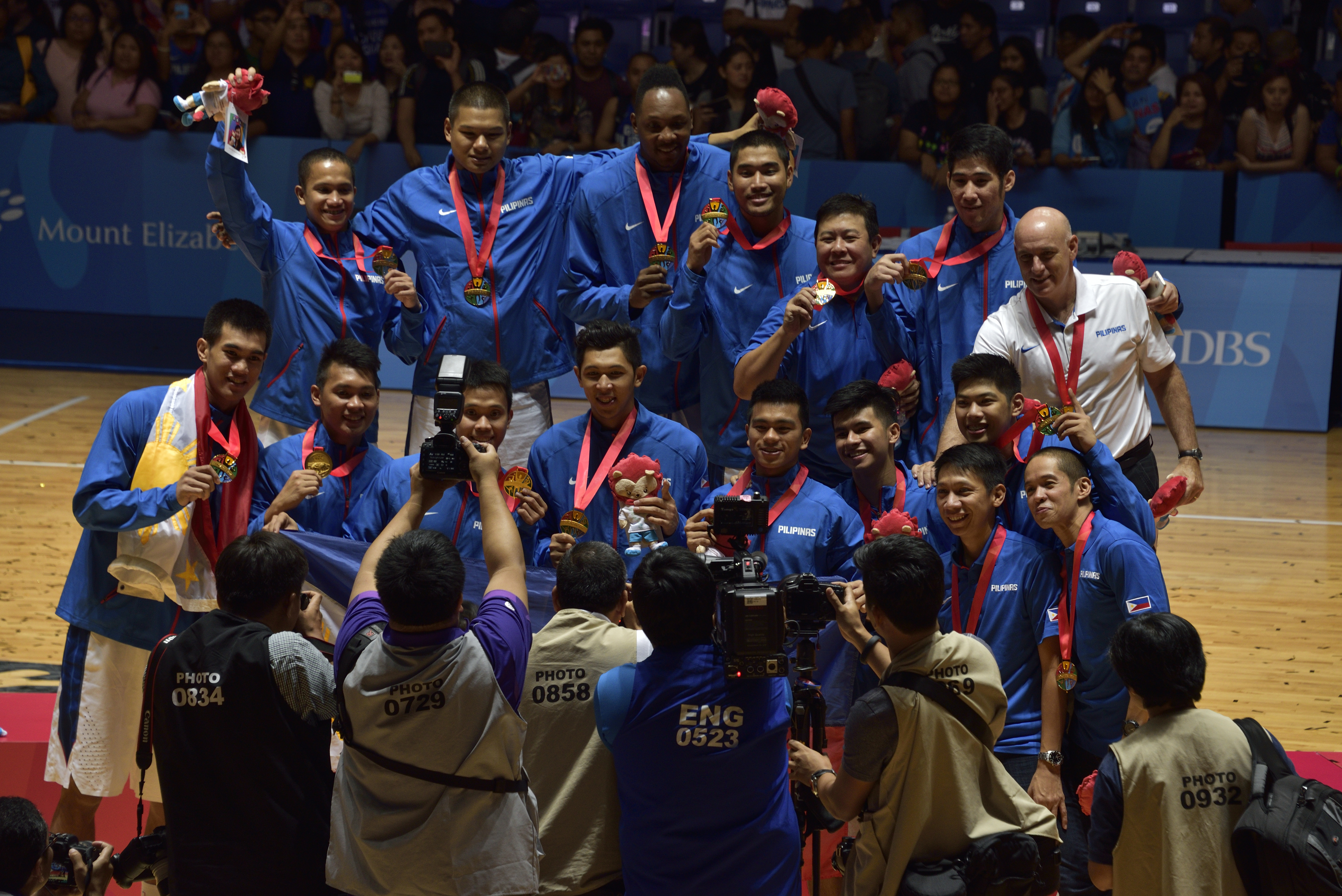
I Gilas Cadets dopo aver vinto l'oro ai XXVIII Giochi del Sud-est asiatico

Sotto la guida di Baldwin, la nazionale raggiunse per la seconda edizione consecutiva la finale dei Campionati FIBA Asia 2015, superando il Libano nei quarti ed il Giappone in semifinale, ma fallì l’assalto all’oro perdendo in finale per 87-67 contro la Cina. Tuttavia, il secondo posto permise comunque alle Filippine di qualificarsi per il Torneo di Qualificazione Olimpica FIBA 2016, che metteva in palio gli ultimi posti per le Olimpiadi di Rio de Janeiro. In questo torneo, la squadra affrontò la Francia e la Nuova Zelanda, ma perse entrambe le partite, vedendo così sfumare il sogno olimpico.
La squadra filippina conquistò la medaglia d’oro nella SEABA Cup 2016, ottenendo così la qualificazione per la FIBA Asia Challenge 2016. Tuttavia, il torneo fu disputato dai Gilas Cadets, una squadra composta esclusivamente da giovani talenti senza giocatori professionisti o naturalizzati. Questo portò a un risultato disastroso: la squadra concluse la competizione al 9º posto, il peggior piazzamento di sempre per le Filippine. Il fallimento fu attribuito a problemi di programmazione del calendario con la lega nazionale e a una gestione inefficace da parte della SBP.
Nell’ottobre 2016, Chot Reyes tornò a ricoprire il ruolo di head coach della nazionale. Nel 2017, le Filippine ospitarono il Campionato SEABA 2017, dominando il torneo e conquistarono l’unico posto disponibile per la sotto-zona in vista della FIBA Asia Cup 2017.
Durante la FIBA Asia Cup 2017, la nazionale filippina impressionò nella fase a gironi, vincendo tutte le partite contro Cina, Iraq e Qatar. Tuttavia, non riuscì ad avanzare oltre i quarti di finale perdendo contro la Corea del Sud, per 111-86, concludendo poi il torneo al 7º posto. Nello stesso anno, la squadra confermò il proprio dominio cestistico nel sud-est asiatico, vincendo la medaglia d’oro ai Giochi del Sud-est Asiatico 2017 per la dodicesima volta consecutiva, sconfiggendo l’Indonesia in finale.
La FIBA introdusse un nuovo sistema di qualificazione per la FIBA Basketball World Cup 2019, che non prevedeva più il passaggio attraverso i tornei continentali.  Il percorso di qualificazione delle **Filippine** fu segnato da un evento controverso: durante la partita contro l’ Australia nel luglio 2018, valida per il primo turno delle qualificazioni asiatiche, si verificò una rissa che coinvolse diversi giocatori di entrambe le squadre. 

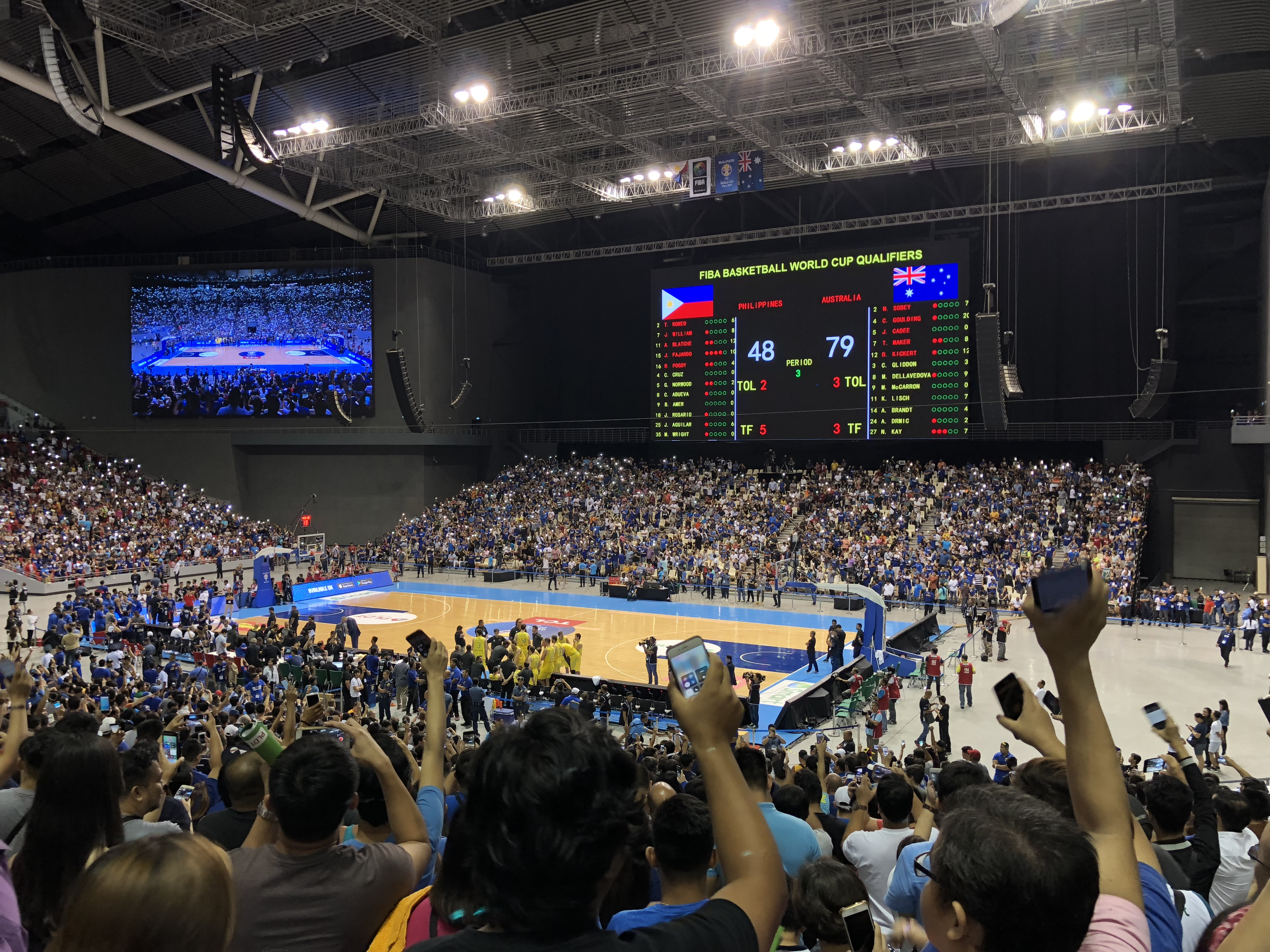
La Philippine Arena durante la partita fra Filippine ed Australia, terminata in rissa

La rissa è scoppiata nel terzo quarto, mentre le Filippine erano in svantaggio 48-79. L’episodio ebbe inizio quando il giocatore filippino Roger Pogoy commise due falli duri contro l’australiano Chris Goulding, di cui uno lontano dall’azione di gioco. In risposta, il compagno di squadra di Goulding, Daniel Kickert, colpì Pogoy con una gomitata in faccia. Questo gesto scatenò una reazione immediata: Andray Blatche e Jayson Castro corsero verso Kickert per ritorsione, seguiti da altri giocatori filippini che si precipitarono dalla panchina sul parquet per unirsi alla rissa. Blatche tentò di colpire Kickert con un pugno, ma fu fermato dall’australiano Thon Maker, il quale a sua volta venne colpito alle spalle dal filippino Terrence Romeo. Anche Nathan Sobey fu coinvolto nella mischia: venne colpito al volto da Jio Jalalon, un giocatore filippino che non era neanche in lista per la partita. Nel frattempo, Chris Goulding, caduto a terra, fu circondato da giocatori, staff e spettatori filippini che tentarono di colpirlo. L’assistente allenatore delle Filippine, Jong Uichico, fu visto mentre colpiva Goulding con pugni e lanciava una sedia su di lui. A difendere Goulding intervenne Troy Rike, giocatore filippino che si posizionò sopra di lui per proteggerlo da ulteriori attacchi.
L’episodio ebbe conseguenze disciplinari, le Filippine persero la partita a tavolino e 9 giocatori della nazionale vennero squalificati e sanzioni imposte dalla FIBA ai giocatori, agli ufficiali di gara coinvolti ed anche alla SBP.Dopo la sospensione di Chot Reyes a seguito del suo coinvolgimento nella rissa contro l’Australia, la guida della nazionale filippina passò a Yeng Guiao. L'incidente segnò l’inizio di un periodo difficile per la squadra, con una serie di sconfitte che misero a rischio la qualificazione ai Mondiali. Tuttavia, sotto la guida di Guiao, le Filippine riuscirono a qualificarsi all'ultima giornata battendo il Kazakistan, grazie anche alla contemporanea sconfitta del Libano contro la Corea del Sud.
Al FIBA Basketball World Cup 2019, la squadra ottenne un bilancio di 0 vittorie e 5 sconfitte, il peggior risultato della storia filippina nella competizione dai tempi dell’edizione del 1978.
Per riconquistare prestigio a livello regionale, la SBP decise di inviare una squadra composta interamente da professionisti ai Giochi del Sud-Est Asiatico del 2019, che si disputavano proprio nelle Filippine. La strategia ebbe successo: la squadra nazionale dominò la competizione e conquistò la sua 18ª medaglia d’oro nel torneo.
Nelle qualificazioni per la FIBA Asia Cup 2022, le Filippine vinsero tutte e sei le partite, incluse due vittorie importanti contro la Corea del Sud. Il team partecipò anche al torneo di qualificazione olimpica FIBA 2020 a Belgrado, Serbia, ma perse entrambe le sfide del suo girone contro Rep. Dominicana e Serbia, non riuscendo a qualificarsi per Tokyo 2020. Alla FIBA Asia Cup 2022, la squadra concluse il girone al terzo posto, dopo aver subito due sconfitte contro il Libano e la Nuova Zelanda. La squadra ottenne lo stesso l'accesso per gli ottavi di finale, ma le Filippine furono eliminate dal Giappone, terminando la competizione al nono posto.

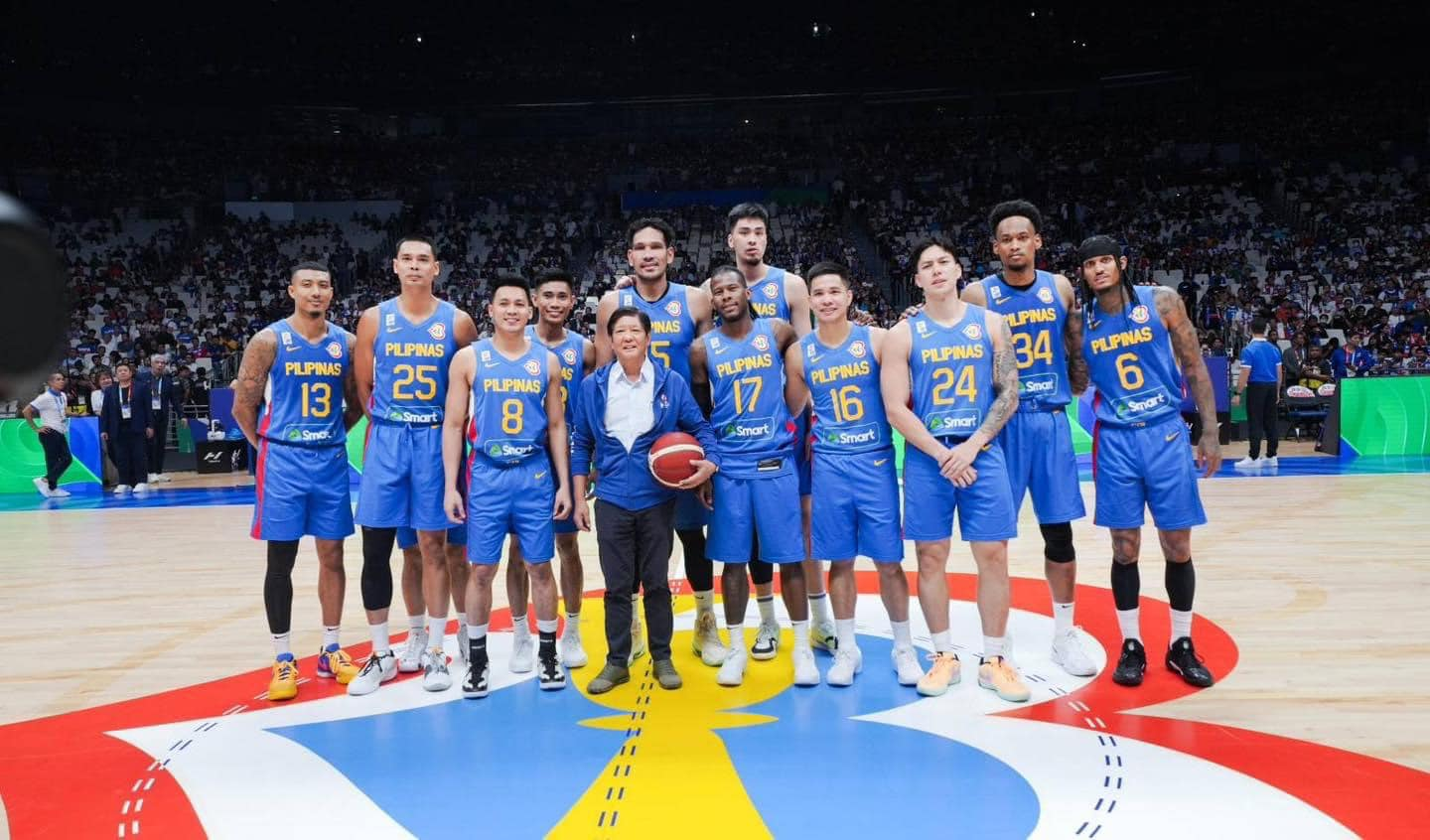
I Gilas con il presidente delle Filippine, Bongbong Marcos, prima dell'esordio al Mondiale 2023

Nel 2023, le Filippine hanno co-ospitato la FIBA Basketball World Cup insieme a Giappone e Indonesia. Durante il torneo, il team filippino ha chiuso con un bilancio di 1-4, ma ha ottenuto una storica vittoria contro la Cina, segnando il primo successo della nazionale in un Mondiale giocato in casa. Infatti, nel 1978, quando Manila ospitò l'evento, la squadra non riuscì a vincere alcuna partita.
Ai Giochi Asiatici 2022, disputati però nel settembre 2023 dopo il rinvio causa COVID-19,  le Filippine hanno conquistato la loro prima medaglia d’oro dal 1962 superando in finale la Giordania per 70-60, un traguardo atteso da oltre 60 anni. Il successo della nazionale è proseguito sotto la guida dell'allenatore Tim Cone nel Torneo preolimpico 2024. Qui, le Filippine, anche se non hanno ottenuto la qualificazione, hanno fatto registrare una vittoria storica contro la Lettonia, segnando il primo successo in un torneo di qualificazione olimpica dal 1964. Inoltre, è stata la prima vittoria contro una squadra europea in una competizione FIBA dai Giochi Olimpici del 1960.

## Partecipazioni ai tornei internazionali

### Competizioni principali
- 1936: 5º posto
- 1948: 12º posto
- 1952: 9º posto
- 1956: 7º posto
- 1960: 11º posto
- 1964: Non qualificata
- 1968: 13º posto
- 1972: 13º posto
- 1976: Non qualificata
- 1980: Non qualificata
- 1984: Non qualificata
- 1988: Non qualificata
- 1992: Non qualificata
- 1996: Non qualificata
- 2000: Non qualificata
- 2004: Non qualificata
- 2008: Non qualificata
- 2012: Non qualificata
- 2016: Non qualificata
- 2020: Non qualificata
- 2024: Non qualificata

- 1950: Non qualificata
- 1954:  3º posto
- 1959: 8º posto
- 1963: Sospesa
- 1967: Non qualificata
- 1970: Non qualificata
- 1974: 13º posto
- 1978: 8º posto
- 1982: Non qualificata
- 1986: Ritirata
- 1990: Non qualificata
- 1994: Non qualificata
- 1998: Non qualificata
- 2002: Non qualificata
- 2006: Sospesa
- 2010: Non qualificata
- 2014: 21º posto
- 2019: 32º posto
- 2023: 24º posto

- 1960:  1º posto
- 1963:  1º posto
- 1965:  2º posto
- 1967:  1º posto
- 1969:  3º posto
- 1971:  2º posto
- 1973:  1º posto
- 1975: 5º posto
- 1977: 5º posto
- 1979: 4º posto
- 1981: 4º posto
- 1983: 9º posto
- 1985:  1º posto
- 1987: 4º posto
- 1989: 8º posto
- 1991: 7º posto
- 1993: 11º posto
- 1995: 12º posto
- 1997: 9º posto
- 1999: 11º posto
- 2001: Sospesa
- 2003: 15º posto
- 2005: Sospesa
- 2007: 9º posto
- 2009: 8º posto
- 2011: 4º posto
- 2013:  2º posto
- 2015:  2º posto
- 2017: 7º posto
- 2022: 9º posto
- 2025: 8º posto

- 1951:  1º posto
- 1954:  1º posto
- 1958:  1º posto
- 1962:  1º posto
- 1966: 6º posto
- 1970: 5º posto
- 1974: 4º posto
- 1978: 5º posto
- 1982: 4º posto
- 1986:  3º posto
- 1990:  2º posto
- 1994: 4º posto
- 1998:  3º posto
- 2002: 4º posto
- 2006: Sospesa
- 2010: 6º posto
- 2014: 7º posto
- 2018: 5º posto
- 2022:  1º posto

### Altre competizioni
- 1977:  1º posto
- 1979:  2º posto
- 1981:  1º posto
- 1983:  1º posto
- 1985:  1º posto
- 1987:  1º posto
- 1989:  2º posto
- 1991:  1º posto
- 1993:  1º posto
- 1995:  1º posto
- 1997:  1º posto
- 1999:  1º posto
- 2001:  1º posto
- 2003:  1º posto
- 2005: Sospesa
- 2007:  1º posto
- 2009: Non in programma
- 2011:  1º posto
- 2013:  1º posto
- 2015:  1º posto
- 2017:  1º posto
- 2019:  1º posto
- 2021:  2º posto
- 2023:  1º posto

- 1913:  1º posto
- 1915:  1º posto
- 1917:  1º posto
- 1919:  1º posto
- 1921:  2º posto
- 1923:  1º posto
- 1925:  1º posto
- 1927:  1º posto
- 1930:  1º posto
- 1934:  1º posto

- 1994: 4º posto
- 1996:  2º posto
- 1998:  1º posto
- 2001:  1º posto
- 2003:  1º posto
- 2005: Sospesa
- 2007:  1º posto
- 2009:  1º posto
- 2011:  1º posto
- 2013: Non partecipante
- 2015:  1º posto
- 2017:  1º posto

- 2004: 8º posto
- 2008: Non partecipante
- 2010: 4º posto
- 2012: 4º posto
- 2014:  3º posto
- 2016: 9º posto

- 2012:  1º posto
- 2014: Non partecipante
- 2016:  1º posto

## Partecipazione a competizioni FIBA per club
La nazionale filippina di basket ha preso parte a competizioni FIBA per club, come la FIBA Asia Champions Cup, spesso sotto il nome di un club sponsorizzato. Nel caso della FIBA Asia Champions Cup, le Filippine hanno partecipato con squadre private sponsorizzate. In altre edizioni, il paese è stato rappresentato da squadre provenienti da campionati defunti come la Philippine Basketball League e la Metropolitan Basketball Association. Tuttavia, nessuna squadra della Philippine Basketball Association (PBA) ha mai partecipato alla competizione fino a quando i Meralco Bolts hanno fatto il loro debutto continentale, nella FIBA Asia Champions Cup 2018.
Oltre a varie edizioni delle competizioni asiatiche, le Filippine hanno anche partecipato una sola volta alla Coppa Intercontinentale, nel 1985.
Durante gli anni ottanta per la prima volta la nazionale ha inviato una propria rappresentativa sponsorizzata ad una competizione per club, quando era rappresentata dal programma Northern Cement basketball team. La NCC prese parte all'Asian Basketball Club Championship del 1984, conquistando anche la vittoria finale. La selezione prese parte anche alla Coppa Intercontinentale 1985, dove concluse il girone con un record di 1 vittoria e tre sconfitte venendo eliminata; la squadra però ottenne un prestigioso successo contro la squadra italiana della Virtus Roma.
La nazionale è poi tornata ad inviare delle proprie selezioni negli anni duemila. Il team della nazionale sponsorizzato dalla San Miguel Corporation, ha partecipato alle edizioni 2005 e 2007 della FIBA Asia Champions Cup.
La nazionale filippina ha poi gareggiato sotto il programma degli Smart Gilas a tre edizioni consecutive della FIBA Asia Champions Cup. Nell'2009 la squadra, rinforzata dall’americano C.J. Giles, candidato alla naturalizzazione, ha concluso il torneo al quinto posto. Nell'edizione 2010, dopo che le Filippine hanno tentato senza successo di ospitare l’edizione, comunque preso parte alla competizione con la selezione nazionale, concludendo al settimo posto. Nell'edizione 2011, il torneo si è svolto nelle Filippine; la selezione degli Gilas sotto la guida dell’allenatore serbo Rajko Toroman, nonostante la possibilità di schierare un giocatore straniero, optò per il naturalizzato Marcus Douthit. La squadra concluse il torneo al quarto posto, perdendo la finale per il bronzo contro Al-Rayyan Doha del Qatar per 64-71.
Il 5 settembre 2017, l’allenatore della nazionale Chot Reyes annunciò la partecipazione delle Filippine alla FIBA Asia Champions Cup 2017 sotto il nome di Chooks-to-Go Pilipinas. Dopo il ritiro del Giappone, FIBA ha richiesto la partecipazione delle Filippine. La squadra era composta da giocatori dell’esteso pool nazionale, senza atleti della PBA. Il naturalizzato Andray Blatche non ha giocato con la selezione nazionale, in quanto impegnato con il suo club dei China Kashgar, tuttavia, non è sceso in campo quando i Kashgar hanno affrontato i Chooks-to-Go nella fase a eliminazione diretta.

### Risultati
FIBA Asia Champions Cup
| Edizione | Nome Selezione                  | Risultato | Record |
| -------- | ------------------------------- | --------- | ------ |
| 1984     | Northern Cement                 | 1° Posto  | 8-0    |
| 2005     | San Miguel Philippines          | 5° Posto  | 4-3    |
| 2007     | San Miguel-Magnolia Philippines | 4° Posto  | 2-5    |
| 2009     | Smart Gilas                     | 5° Posto  | 5-2    |
| 2010     | Smart Gilas                     | 7° Posto  | 2-5    |
| 2011     | Smart Gilas                     | 4° Posto  | 5-2    |
| 2017     | Chooks to Go Pilipinas          | 5° Posto  | 4-3    |

Coppa Intercontinentale
| Edizione | Nome Selezione  | Risultato     | Record |
| -------- | --------------- | ------------- | ------ |
| 1985     | Northern Cement | Fase a gironi | 1-3    |

## Roster attuale
Roster per le partite di qualificazione alla FIBA Asia Cup 2025 del febbraio 2025 
| Squadra nazionale maschile di pallacanestro del Libano. | Squadra nazionale maschile di pallacanestro del Libano. |
| Giocatori                                               | Staff tecnico                                           |
| ------------------------------------------------------- | ------------------------------------------------------- |

| N. | Naz.                 | Ruolo | Nome             | Anno | Alt.   | Peso   |  |
| -- | -------------------- | ----- | ---------------- | ---- | ------ | ------ |  |
| 3  | Filippine (bandiera) | PG    | Chris Newsome    | 1988 | 190 cm | 86 kg  |  |
| 9  | Filippine (bandiera) | G     | Scottie Thompson | 1985 | 193 cm | 82 kg  |  |
| 13 | Filippine (bandiera) | AP    | Jamie Malonzo    | 1996 | 201 cm | 95 kg  |  |
| 15 | Filippine (bandiera) | AG    | June Mar Fajardo | 1989 | 211 cm | 122 kg |  |
| 17 | Filippine (bandiera) | G     | C.J. Perez       | 1993 | 188 cm | 84 kg  |  |
| 19 | Filippine (bandiera) | AP    | Calvin Oftana    | 1996 | 196 cm | 84 kg  |  |
| 24 | Filippine (bandiera) | G     | Dwight Ramos     | 1998 | 193 cm | 95 kg  |  |
| 25 | Filippine (bandiera) | C     | Japeth Aguilar   | 1987 | 208 cm | 107 kg |  |
| 28 | Filippine (bandiera) | AG    | Kevin Quiambao   | 2001 | 201 cm | 93 kg  |  |
| 32 | Filippine (bandiera) | AG    | Justin Brownlee  | 1988 | 198 cm | 104 kg |  |
| 33 | Filippine (bandiera) | AG    | Carl Tamayo      | 2001 | 203 cm | 92 kg  |  |
| 34 | Filippine (bandiera) | C     | A.J. Edu         | 2000 | 208 cm | 102 kg |  |

| Allenatore                                                                       |
| - Tim Cone                                                                       |
| Assistente/i                                                                     |
| - Richard del Rosario - Jong Uichico Legenda - (C) Capitano - Infortunato Roster |

## Allenatori
| Nome                     | Nazionalità                                       | Incarico | Incarico  | Competizioni                       | Risultati     | Note   |  |
| Nome                     | Nazionalità                                       | Inizio   | Fine      | Competizioni                       | Risultati     | Note   |  |
| ------------------------ | ------------------------------------------------- | -------- | --------- | ---------------------------------- | ------------- | ------ |  |
| Pedro Villanueva         | Filippine (bandiera)                              | 1930     | 1930      | IX Giochi dell'Estremo Oriente     | 1° posto      | [ 65 ] |  |
| Alfredo Del Rosario      | Filippine (bandiera)                              | 1934     | 1934      | X Giochi dell'Estremo Oriente      | 1° posto      |        |  |
| Dionisio Calvo           | Filippine (bandiera)                              | 1936     | 1936      | Giochi Olimpici 1936               | 5° posto      |        |  |
| Dionisio Calvo           | Filippine (bandiera)                              | 1948     | 1948      | Giochi Olimpici 1948               | 12° posto     |        |  |
| Dionisio Calvo           | Filippine (bandiera)                              | 1951     | 1951      | Giochi Asiatici 1951               | 1° posto      | [ 66 ] |  |
| Felicisimo Fajardo       | Filippine (bandiera)                              | 1952     | 1952      | Giochi Olimpici 1952               | 9° posto      |        |  |
| Herminio Silva           | Filippine (bandiera)                              | 1954     | 1954      | Giochi Asiatici 1954               | 1° posto      | [ 66 ] |  |
| Herminio Silva           | Filippine (bandiera)                              | 1954     | 1954      | Mondiale 1954                      | 3° posto      | [ 67 ] |  |
| Leo Prieto               | Filippine (bandiera)                              | 1956     | 1956      | Giochi Olimpici 1956               | 7° posto      |        |  |
| Valentin Eduque          | Filippine (bandiera)                              | 1958     | 1958      | Giochi Asiatici 1958               | 1° posto      | [ 66 ] |  |
| Baby Dalupan             | Filippine (bandiera)                              | 1959     | 1959      | Mondiale 1959                      | 8° posto      |        |  |
| Arturo Rius              | Filippine (bandiera)                              | 1960     | 1960      | ABC Championship 1960              | 1° posto      |        |  |
| Arturo Rius              | Filippine (bandiera)                              | 1960     | 1960      | Giochi Olimpici 1960               | 11° posto     |        |  |
| Enrique Crame            | Filippine (bandiera)                              | 1962     | 1962      | Giochi Asiatici 1962               | 1° posto      | [ 66 ] |  |
| Felicisimo Fajardo       | Filippine (bandiera)                              | 1963     | 1963      | ABC Championship 1963              | 1° posto      |        |  |
| Valentin Eduque          | Filippine (bandiera)                              | 1964     | 1964      | Torneo Pre-Olimpico FIBA 1964      | 6° posto      |        |  |
| Felicisimo Fajardo       | Filippine (bandiera)                              | 1965     | 1966      | ABC Championship 1965              | 2° posto      |        |  |
| Felicisimo Fajardo       | Filippine (bandiera)                              | 1965     | 1966      | Giochi Asiatici 1966               | 6° posto      | [ 68 ] |  |
| Carlos Loyzaga           | Filippine (bandiera)                              | 1967     | 1968      | ABC Championship 1967              | 1° posto      |        |  |
| Carlos Loyzaga           | Filippine (bandiera)                              | 1967     | 1968      | Giochi Olimpici 1968               | 13° posto     |        |  |
| Lauro Mumar              | Filippine (bandiera)                              | 1969     | 1969      | ABC Championship 1969              | 3° posto      |        |  |
| Baby Dalupan             | Filippine (bandiera)                              | 1970     | 1970      | Giochi Asiatici 1970               | 5° posto      |        |  |
| Ignacio Ramos            | Filippine (bandiera)                              | 1971     | 1972      | ABC Championship 1971              | 2° posto      | [ 69 ] |  |
| Ignacio Ramos            | Filippine (bandiera)                              | 1971     | 1972      | Giochi Olimpici 1972               | 13° posto     |        |  |
| Valentin Eduque          | Filippine (bandiera)                              | 1973     | 1974      | ABC Championship 1973              | 1° posto      |        |  |
| Valentin Eduque          | Filippine (bandiera)                              | 1973     | 1974      | Mondiale 1974                      | 13° posto     |        |  |
| Valentin Eduque          | Filippine (bandiera)                              | 1973     | 1974      | Giochi Asiatici 1974               | 4° posto      |        |  |
| Francisco "Kiko" Calilan | Filippine (bandiera)                              | 1975     | 1975      | ABC Championship 1975              | 5° posto      |        |  |
| Honesto Mayoralgo        | Filippine (bandiera)                              | 1976     | 1977      | Giochi del Sud-est asiatico 1977   | 1° posto      |        |  |
| Honesto Mayoralgo        | Filippine (bandiera)                              | 1976     | 1977      | ABC Championship 1975              | 5° posto      |        |  |
| Nicanor Jorge            | Filippine (bandiera)                              | 1978     | 1978      | Mondiale 1978                      | 8° posto      |        |  |
| Nicanor Jorge            | Filippine (bandiera)                              | 1978     | 1978      | Giochi Asiatici 1978               | 4° posto      | [ 70 ] |  |
| Nat Canson               | Filippine (bandiera)                              | 1979     | 1979      | Giochi del Sud-est asiatico 1979   | 2° posto      |        |  |
| Freddie Webb             | Filippine (bandiera)                              | 1979     | 1979      | ABC Championship 1979              | 4° posto      |        |  |
| Filomeno "Pilo" Pumaren  | Filippine (bandiera)                              | 1981     | 1981      | ABC Championship 1981              | 4° posto      |        |  |
| Filomeno "Pilo" Pumaren  | Filippine (bandiera)                              | 1981     | 1981      | Giochi del Sud-est asiatico 1981   | 1° posto      |        |  |
| Nat Canson               | Filippine (bandiera)                              | 1982     | 1982      | Giochi Asiatici 1982               | 4° posto      |        |  |
| Larry Albano             | Filippine (bandiera)                              | 1983     | 1983      | Giochi del Sud-est asiatico 1983   | 1° posto      |        |  |
| Ron Jacobs               | Stati Uniti (bandiera)                            | 1980     | 1986      | ABC Championship 1983              | 9° posto      |        |  |
| Ron Jacobs               | Stati Uniti (bandiera)                            | 1980     | 1986      | ABC Championship 1985              | 1° posto      |        |  |
| Ron Jacobs               | Stati Uniti (bandiera)                            | 1980     | 1986      | Giochi del Sud-est asiatico 1985   | 1° posto      |        |  |
| Joe Lipa                 | Filippine (bandiera)                              | 1986     | 1989      | Giochi Asiatici 1986               | 3° posto      |        |  |
| Joe Lipa                 | Filippine (bandiera)                              | 1986     | 1989      | Giochi del Sud-est asiatico 1987   | 1° posto      |        |  |
| Joe Lipa                 | Filippine (bandiera)                              | 1986     | 1989      | ABC Championship 1985              | 4° posto      |        |  |
| Derick Pumaren           | Filippine (bandiera)                              | 1989     | 1989      | Giochi del Sud-est asiatico 1989   | 2° posto      |        |  |
| Derick Pumaren           | Filippine (bandiera)                              | 1989     | 1989      | ABC Championship 1989              | 8° posto      |        |  |
| Robert Jaworski          | Filippine (bandiera)                              | 1990     | 1990      | Giochi Asiatici 1990               | 2° posto      |        |  |
| Francis Rodriguez        | Filippine (bandiera)                              | 1991     | 1991      | ABC Championship 1991              | 7° posto      |        |  |
| Francis Rodriguez        | Filippine (bandiera)                              | 1991     | 1991      | Giochi del Sud-est asiatico 1991   | 1° posto      |        |  |
| Rogelio Melencio         | Filippine (bandiera)                              | 1993     | 1993      | Giochi del Sud-est asiatico 1993   | 1° posto      |        |  |
| Rogelio Melencio         | Filippine (bandiera)                              | 1993     | 1993      | ABC Championship 1993              | 11° posto     |        |  |
| Virgil Villavicencio     | Filippine (bandiera)                              | 1994     | 1994      | SEABA Championship 1994            | 4° posto      |        |  |
| Norman Black             | Stati Uniti (bandiera)                            | 1994     | 1994      | Giochi Asiatici 1994               | 4° posto      |        |  |
| Arlene Rodriguez         | Filippine (bandiera)                              | 1995     | 1995      | ABC Championship 1995              | 12° posto     |        |  |
| Joe Lipa                 | Filippine (bandiera)                              | 1995     | 1995      | Giochi del Sud-est asiatico 1995   | 1° posto      |        |  |
| Dong Vergeire            | Filippine (bandiera)                              | 1996     | 1998      | SEABA Championship 1996            | 2° posto      | [ 73 ] |  |
| Dong Vergeire            | Filippine (bandiera)                              | 1996     | 1998      | ABC Championship 1997              | 9° posto      |        |  |
| Dong Vergeire            | Filippine (bandiera)                              | 1996     | 1998      | Giochi del Sud-est asiatico 1997   | 1° posto      |        |  |
| Dong Vergeire            | Filippine (bandiera)                              | 1996     | 1998      | SEABA Championship 1998            | 1° posto      |        |  |
| Tim Cone                 | Stati Uniti (bandiera)                            | 1998     | 1998      | Giochi Asiatici 1998               | 3° posto      |        |  |
| Louie Alas               | Filippine (bandiera)                              | 1999     | 1999      | Giochi del Sud-est asiatico 1999   | 1° posto      |        |  |
| Victor "Rambo" Sanchez   | Filippine (bandiera)                              | 1999     | 1999      | ABC Championship 1999              | 11° posto     |        |  |
| David "Boysie" Zamar     | Filippine (bandiera)                              | 2001     | 2001      | SEABA Championship 2001            | 1° posto      |        |  |
| David "Boysie" Zamar     | Filippine (bandiera)                              | 2001     | 2001      | Giochi del Sud-est asiatico 2001   | 1° posto      |        |  |
| Ron Jacobs               | Stati Uniti (bandiera)                            | 2002     | 2002      |                                    |               | [ 74 ] |  |
| Jong Uichico             | Filippine (bandiera)                              | 2002     | 2002      | Giochi Asiatici 2002               | 4° posto      | [ 75 ] |  |
| Aric del Rosario         | Filippine (bandiera)                              | 2003     | 2003      | SEABA Championship 2003            | 1° posto      |        |  |
| Aric del Rosario         | Filippine (bandiera)                              | 2003     | 2003      | ABC Championship 2003              | 15° posto     |        |  |
| Aric del Rosario         | Filippine (bandiera)                              | 2003     | 2003      | Giochi del Sud-est asiatico 2003   | 1° posto      |        |  |
| Eric King                | Filippine (bandiera)                              | 2004     | 2004      | FIBA Asia Stanković Cup 2004       | 8° posto      | [ 76 ] |  |
| David "Boysie" Zamar     | Filippine (bandiera)                              | 2005     | 2005      |                                    |               | [ 77 ] |  |
| Chot Reyes               | Filippine (bandiera)                              | 2005     | 2008      | SEABA Championship 2007            | 1° posto      |        |  |
| Chot Reyes               | Filippine (bandiera)                              | 2005     | 2008      | FIBA Asia Championship 2007        | 9° posto      |        |  |
| Junel Baculi             | Filippine (bandiera)                              | 2007     | 2007      | Giochi del Sud-est asiatico 2007   | 1° posto      | [ 78 ] |  |
| Yeng Guiao               | Filippine (bandiera)                              | 2008     | 2009      | SEABA Championship 2009            | 1° posto      |        |  |
| Yeng Guiao               | Filippine (bandiera)                              | 2008     | 2009      | FIBA Asia Championship 2009        | 8° posto      |        |  |
| Rajko Toroman            | Serbia (bandiera)                                 | 2009     | 2011      | FIBA Asia Stanković Cup 2010       | 4° posto      |        |  |
| Rajko Toroman            | Serbia (bandiera)                                 | 2009     | 2011      | Giochi Asiatici 2010               | 6° posto      |        |  |
| Rajko Toroman            | Serbia (bandiera)                                 | 2009     | 2011      | SEABA Championship 2011            | 1° posto      |        |  |
| Rajko Toroman            | Serbia (bandiera)                                 | 2009     | 2011      | FIBA Asia Championship 2011        | 4° posto      |        |  |
| Norman Black             | Stati Uniti (bandiera)                            | 2011     | 2011      | Giochi del Sud-est asiatico 2011   | 1° posto      |        |  |
| Chot Reyes               | Filippine (bandiera)                              | 2012     | 2014      | SEABA Cup 2012                     | 1° posto      |        |  |
| Chot Reyes               | Filippine (bandiera)                              | 2012     | 2014      | FIBA Asia Stanković Cup 2012       | 4° posto      |        |  |
| Chot Reyes               | Filippine (bandiera)                              | 2012     | 2014      | FIBA Asia Championship 2013        | 1° posto      |        |  |
| Chot Reyes               | Filippine (bandiera)                              | 2012     | 2014      | FIBA Asia Stanković Cup 2012       | 3° posto      |        |  |
| Chot Reyes               | Filippine (bandiera)                              | 2012     | 2014      | FIBA Basketball World Cup 2014     | 21° posto     |        |  |
| Chot Reyes               | Filippine (bandiera)                              | 2012     | 2014      | Giochi Asiatici 2014               | 7° posto      |        |  |
| Jong Uichico             | Filippine (bandiera)                              | 2013     | 2013      | Giochi del Sud-est asiatico 2013   | 1° posto      |        |  |
| Tab Baldwin              | Nuova Zelanda (bandiera) · Stati Uniti (bandiera) | 2015     | 2016      | SEABA Championship 2015            | 1° posto      |        |  |
| Tab Baldwin              | Nuova Zelanda (bandiera) · Stati Uniti (bandiera) | 2015     | 2016      | Giochi del Sud-est asiatico 2015   | 1° posto      |        |  |
| Tab Baldwin              | Nuova Zelanda (bandiera) · Stati Uniti (bandiera) | 2015     | 2016      | FIBA Asia Championship 2015        | 2° posto      |        |  |
| Tab Baldwin              | Nuova Zelanda (bandiera) · Stati Uniti (bandiera) | 2015     | 2016      | Torneo Pre-Olimpico FIBA 2016      | Fase a gironi |        |  |
| Nash Racela              | Filippine (bandiera)                              | 2016     | 2016      | SEABA Cup 2016                     | 1° posto      | [ 82 ] |  |
| Josh Reyes               | Filippine (bandiera)                              | 2016     | 2016      | FIBA Asia Stanković Cup 2016       | 9° posto      | [ 83 ] |  |
| Chot Reyes               | Filippine (bandiera)                              | 2016     | 2018      | SEABA Championship 2017            | 1° posto      |        |  |
| Chot Reyes               | Filippine (bandiera)                              | 2016     | 2018      | FIBA Asia Cup 2017                 | 7° posto      |        |  |
| Chot Reyes               | Filippine (bandiera)                              | 2016     | 2018      | Qualificazioni FIBA World Cup 2019 |               | [ 85 ] |  |
| Jong Uichico             | Filippine (bandiera)                              | 2017     | 2017      | Giochi del Sud-est asiatico 2017   | 1° posto      | [ 86 ] |  |
| Yeng Guiao               | Filippine (bandiera)                              | 2018     | 2019      | Giochi Asiatici 2018               | 5° posto      | [ 87 ] |  |
| Yeng Guiao               | Filippine (bandiera)                              | 2018     | 2019      | Qualificazioni FIBA World Cup 2019 | Qualificata   |        |  |
| Yeng Guiao               | Filippine (bandiera)                              | 2018     | 2019      | FIBA Basketball World Cup 2019     | 32° posto     |        |  |
| Tim Cone                 | Stati Uniti (bandiera)                            | 2019     | 2019      | Giochi del Sud-est asiatico 2019   | 1° posto      |        |  |
| Mark Dickel              | Nuova Zelanda (bandiera)                          | 2020     | 2020      | Qualificazioni FIBA Asia Cup 2022  |               | [ 88 ] |  |
| Jong Uichico             | Filippine (bandiera)                              | 2020     | 2020      | Qualificazioni FIBA Asia Cup 2022  |               | [ 89 ] |  |
| Tab Baldwin              | Nuova Zelanda (bandiera) · Stati Uniti (bandiera) | 2021     | 2022      | Qualificazioni FIBA Asia Cup 2022  |               | [ 90 ] |  |
| Tab Baldwin              | Nuova Zelanda (bandiera) · Stati Uniti (bandiera) | 2021     | 2021      | Torneo Pre-Olimpico FIBA 2020      | Fase a gironi | [ 91 ] |  |
| Chot Reyes               | Filippine (bandiera)                              | 2022     | 2022      | Giochi del Sud-est asiatico 2021   | 2° posto      | [ 92 ] |  |
| Nenad Vučinić            | Nuova Zelanda (bandiera)                          | 2022     | 2022      | Qualificazioni FIBA World Cup 2023 |               | [ 93 ] |  |
| Chot Reyes               | Filippine (bandiera)                              | 2022     | 2023      | FIBA Asia Cup 2022                 | 9° posto      | [ 94 ] |  |
| Chot Reyes               | Filippine (bandiera)                              | 2022     | 2023      | Giochi del Sud-est asiatico 2023   | 1° posto      | [ 94 ] |  |
| Chot Reyes               | Filippine (bandiera)                              | 2022     | 2023      | FIBA Basketball World Cup 2023     | 24° posto     | [ 94 ] |  |
| Tim Cone                 | Stati Uniti (bandiera)                            | 2023     | in carica | Giochi Asiatici 2022               | 1° posto      | [ 95 ] |  |
| Tim Cone                 | Stati Uniti (bandiera)                            | 2023     | in carica | Torneo Pre-Olimpico FIBA 2024      | Semifinali    | [ 96 ] |  |
| Tim Cone                 | Stati Uniti (bandiera)                            | 2023     | in carica | Qualificazione FIBA Asia Cup 2025  | Qualificata   | [ 97 ] |  |

## Formazioni

### Olimpiadi
Pallacanestro ai Giochi della XI OlimpiadeAguinaldo, Borck, Cruz, Marquicias, Martínez, Marzán, Obordo, Ouano, Padilla, Ramírez, Yambao, Worrell, All. Dionisio Calvo
Pallacanestro ai Giochi della XIV Olimpiade3 F. Fajardo, 4 dela Cruz, 5 Campos, 6 Fulgencio, 7 Mumar, 8 Martínez, 9 Vestil, 10 Decena, 11 G. Fajardo, 12 Araneta,        All. Dionisio Calvo
Pallacanestro ai Giochi della XV Olimpiade3 Loyzaga, 4 Santos, 5 Bautista, 6 Hechanova, 7 Lim, 8 Martínez, 9 Saldaña, 10 Tantay, 11 Gochangco, 13 Genato, 14 Tolentino, 16 Campos,        All. Felicísimo Fajardo
Pallacanestro ai Giochi della XVI Olimpiade3 Manulat, 4 Campos, 5 Badion, 6 Carbonell, 7 Urra, 8 Barretto, 9 Marquicias, 10 Villamor, 11 Tolentino, 12 Loyzaga, 13 Genato, 14 Lim,        All. Leo Prieto
Pallacanestro ai Giochi della XVII Olimpiade3 Badion, 4 Bernardo, 5 Ortiz, 6 Bachmann, 7 Yburán, 8 Pacheco, 9 Márquez, 10 Ocampo, 11 Cruz, 12 Roque, 13 Achacoso, 14 Ramas,        All. Arturo Rius
Pallacanestro ai Giochi della XIX Olimpiade4 Reynoso, 5 Mariano, 6 Tolentino, 7 Reyes, 8 Ocampo, 9 Bauzón, 10 Rojas, 11 Melencio, 12 Florencio, 13 Papa, 14 Márquez, 15 Jaworski,        All. Carlos Loyzaga
Pallacanestro ai Giochi della XX Olimpiade4 Ocampo, 5 Melencio, 6 Mariano, 7 Florencio, 8 Bernardo, 9 Samson, 10 Papa, 11 Adornado, 12 Martires, 13 Paner, 14 Webb, 15 Cleofás,        All. Ignacio Ramos

### Campionati del mondo
Campionato mondiale maschile di pallacanestro 19543 Mumar, 4 Rabat, 5 Flores, 6 Tolentino, 7 Francisco, 8 Barretto, 9 Saldaña, 10 Bautista, 11 Manulat, 12 Amador, 13 Genato, 14 Loyzaga,        All. Herminio Silva
Campionato mondiale maschile di pallacanestro 19593 Loyzaga, 4 Manulat, 5 Badion, 6 Yburán, 7 Márquez, 8 Bachmann, 9 Rabat, 10 Ortiz, 11 Cruz, 12 Lim, 13 Achacoso, 14 Tolentino, 15 Ocampo, 16 Carbonell,        All. Virgilio Dalupan
Campionato mondiale maschile di pallacanestro 19744 Mariano, 5 Cleofás, 6 Melencio, 7 Jaworski, 8 Arnaiz, 9 Guidaben, 10 Fernández, 11 Adornado, 12 Martires, 13 Paner, 14 Reynoso, 15 Regullano,        All. Tito Eduque
Campionato mondiale maschile di pallacanestro 19784 Clariño, 5 Watson, 6 Merced, 7 Israel, 8 Cruz, 9 Lauchengco, 10 Teodoro, 11 Carpio, 12 Castillo, 13 Gozum, 14 Herrera, 15 Yabut,        All. Nic Jorge
Campionato mondiale maschile di pallacanestro 20144 Alapag, 5 Tenorio, 6 Chan, 7 Castro, 8 David, 9 de Ocampo, 10 Norwood, 11 Blatche, 12 Fajardo, 13 Lee, 14 Aguilar, 15 Pingris,        All. Chot Reyes
Campionato mondiale maschile di pallacanestro 20191 Blatche, 3 Lee, 4 Ravena, 5 Norwood, 8 Bolick, 14 Barroca, 15 Fajardo, 16 Pogoy, 17 Perez, 18 Rosario, 20 Almazan, 25 Aguilar,        All. Yeng Guiao
Campionato mondiale maschile di pallacanestro 20234 Ravena, 6 Clarkson, 8 Thompson, 10 Abando, 11 Sotto, 13 Malonzo, 15 Fajardo, 16 Pogoy, 17 Perez, 24 Ramos, 25 Aguilar, 34 Edu,        All. Chot Reyes

### Campionati asiatici
Campionato asiatico maschile di pallacanestro 1960Achacoso, Bachmann, Badion, Bernardo, Carbonell, Carranceja, del Pilar, Márquez, Lim, Loyzaga, Ocampo, Ortiz, Tolentino, Yburán, All. Arturo Rius
Campionato asiatico maschile di pallacanestro 1963Arazas, Bernardo, Cruz, Jocson, Loyzaga, Márquez, Ocampo, Pacheco, Reyes, Reynoso, Roque, Tolentino, All. Felicísimo Fajardo
Campionato asiatico maschile di pallacanestro 1965Arazas, Bauzón, Bernardo, Jocson, Mariano, Márquez, Nadurata, Ocampo, Reyes, Reynoso, Rojas, Roque, All. Felicísimo Fajardo
Campionato asiatico maschile di pallacanestro 1967Bernardo, Rojas, Bauzón, Reynoso, Jaworski, Papa, Florencio, Ocampo, Melencio, Roque, Mariano, All. Carlos Loyzaga
Campionato asiatico maschile di pallacanestro 1969Florencio, Flores, Jaworski, Kutch, Lucindo, Mariano, Melencio, Law. Mumar, Reyes, Rojas, Tolentino, Webb, All. Lauro Mumar
Campionato asiatico maschile di pallacanestro 1971Adornado, Florencio, Jaworski, Martires, Mumar, Paner, Papa, Reynoso, Rojas, Samson, Sullano, Webb, All. Ignacio Ramos
Campionato asiatico maschile di pallacanestro 19734 Reynoso, 5 Guidaben, 6 Mariano, 7 Jaworski, 8 Arnaiz, 9 Melencio, 10 Fernández, 11 Adornado, 12 Cleofás, 13 Paner, 14 Martires, 15 Regullano,        All. Tito Eduque
Campionato asiatico maschile di pallacanestro 1975Bulaong, Capacio, Coertez, de Guzmán, de la Rosa, Gozum, Hines, Javier, Taguines, Tuadles, Varela, Velasco, All. Francisco Calilan
Campionato asiatico maschile di pallacanestro 19774 Capacio, 5 Carpio, 6 Clariño, 7 Cruz, 8 Dasalla, 9 Gaston, 10 Herrera, 11 Javier, 12 Ladores, 13 Lobo, 14 Manansala, 15 Velasco,        All. Honesto Mayoralgo
Campionato asiatico maschile di pallacanestro 1979Banal, Clariño, Cristóbal, Cruz, Herrera, Lauchengco, Lázaro, Mamaril, Manila, Obias, Saldaña, Yango, All. Freddie Webb
Campionato asiatico maschile di pallacanestro 1981Alfarero, Esguerra, Copada, Cordero, Lauchengco, Lim, F. Pumaren, Relosa, Reyes, Rojales, Roxas, Yango, All. Pilo Pumaren
Campionato asiatico maschile di pallacanestro 19854 Calma, 5 Pumaren, 6 Jarencio, 7 Reyes, 8 Caidic, 9 Lim, 10 Almario, 11 Yturri, 12 Dignadice, 13 Still, 14 Codiñera, 15 Moore,        All. Ron Jacobs
Campionato asiatico maschile di pallacanestro 19874 Villapando, 5 Magsanoc, 6 Lastimosa, 7 Guanio, 8 Patrimonio, 9 Alvarez, 10 Pumaren, 11 Asaytono, 12 Capacio, 13 Codiñera, 14 Paras, 15 Realubit,        All. Joe Lipa
Campionato asiatico maschile di pallacanestro 1999Arboleda, Babilonia, Bade, Basilides, Hontiveros, Melencio, Ravena, Sese, Simón, Singson, Taquines, Teng, All. Víctor Sánchez
Campionato asiatico maschile di pallacanestro 20034 Melencio, 5 Cruz, 6 David, 7 de Ocampo, 8 Sotto, 9 Madrid, 10 Oreta, 11 Wilson, 12 Olomon, 13 Calimag, 14 Pingris, 15 Franco,        All. Aric del Rosario
Campionato asiatico maschile di pallacanestro 20074 Caguioa, 5 Seigle, 6 Alapag, 7 Hontiveros, 8 Taulava, 9 Williams, 10 Norwood, 11 Pennisi, 12 Raymundo, 13 Helterbrand, 14 Ritualo, 15 Menk,        All. Chot Reyes
Campionato asiatico maschile di pallacanestro 20094 Dillinger, 5 Raymundo, 6 Yap, 7 Thoss, 8 Taulava, 9 Aguilar, 10 Norwood, 11 Miller, 12 Pennisi, 13 Helterbrand, 14 Baguio, 15 Santos,        All. Yeng Guiao
Campionato asiatico maschile di pallacanestro 20114 Barroca, 5 Taulava, 6 Casio, 7 Alapag, 8 Tiu, 9 Aguilar, 10 Baracael, 11 Douthit, 12 Williams, 13 Lassiter, 14 Lutz, 15 de Ocampo,        All. Rajko Toroman
Campionato asiatico maschile di pallacanestro 20134 Alapag, 5 Tenorio, 6 Chan, 7 Castro, 8 David, 9 de Ocampo, 10 Norwood, 11 Douthit, 12 Fonacier, 13 Fajardo, 14 Aguilar, 15 Pingris,        All. Chot Reyes
Campionato asiatico maschile di pallacanestro 20151 Blatche, 5 Norwood, 7 Castro, 8 Abueva, 9 Intal, 11 Romeo, 15 Pingris, 22 Ganuelas-Rosser, 23 Thoss, 25 Hontiveros, 33 de Ocampo, 88 Taulava,        All. Tab Baldwin
Campionato asiatico maschile di pallacanestro 20172 Romeo, 4 Cruz, 5 Norwood, 6 Jalalon, 7 Castro, 8 Abueva, 15 Fajardo, 16 Pogoy, 20 Almazan, 25 Aguilar, 34 Standhardinger, 35 Wright,        All. Chot Reyes
Campionato asiatico maschile di pallacanestro 20220 T. Ravena, 1 Parks, 3 Abarrientos, 7 Erram, 10 Abando, 15 K. Ravena, 17 Lopez, 18 Chiu, 23 Navarro, 27 Belangel, 28 Quiambao, 33 Tamayo,        All. Chot Reyes
Campionato asiatico maschile di pallacanestro 20253 Newsome, 8 Oftana, 9 Thompson, 13 Malonzo, 15 Fajardo, 17 Perez, 24 Ramos, 25 Aguilar, 28 Quiambao, 32 Brownlee, 33 Tamayo, 34 Edu,        All. Tim Cone

### Giochi asiatici
Pallacanestro ai I Giochi asiaticiCalilan, dela Cruz, Fernandez, Gochangco, Hechanova, Lorenzo, Loyzaga, Martínez, Mumar, Ramos, Santos, Tolentino, All. Dionisio Calvo
Pallacanestro ai II Giochi asiaticiAmador, Bautista, Cacho, Flores, Genato, Hechanova, Lim, Loyzaga, Manulat, Mumar, Rabat, Ramos, Saldaña, Tolentino, All. -
Pallacanestro ai III Giochi asiaticiAchacoso, Bachmann, Badion, Carbonell, Lagarejos, Lim, Loyzaga, Manulat, Marquicias, Ortiz, Tolentino, Urra, Villamor, Wilson, All. Tito Eduque
Pallacanestro ai IV Giochi asiaticiArazas, Bachmann, Bernardo, Cruz, Jocson, Laganson, Loyzaga, Márquez, Nadurata, Pacheco, Ramas, Reynoso, Roque, All. Enrique Crame
Pallacanestro ai X Giochi asiatici4 Patrimonio, 5 Magsanoc, 6 Lastimosa, 7 Reyes, 8 Caidic, 9 Lim, 10 Pumaren, 11 Altamirano, 12 Capacio, 13 H. Codiñera, 14 J. Codiñera, 15 Tanuan,        All. Joe Lipa
Pallacanestro agli XI Giochi asiatici4 Calma, 5 Magsanoc, 6 Patrimonio, 7 Paras, 8 Caidic, 9 Lim, 10 Fernández, 11 Gonzalgo, 12 Dignadice, 13 Realubit, 14 Loyzaga, 15 Cuenco,        All. Robert Jaworski
Pallacanestro ai XII Giochi asiatici4 Patrimonio, 5 Pumaren, 6 Agustin, 7 Evangelista, 8 Caidic, 9 Duremdes, 10 Teng, 11 Polistico, 12 Abarrientos, 13 Aquino, 14 Calma, 15 Codiñera,        All. Norman Black
Pallacanestro ai XIII Giochi asiatici4 Patrimonio, 5 Seigle, 6 Lastimosa, 7 Espino, 8 Caidic, 9 Limpot, 10 Meneses, 11 Feihl, 12 Racela, 13 Aquino, 14 Abarrientos, 15 Duremdes,        All. Tim Cone
Pallacanestro ai XIV Giochi asiatici4 Castillo, 5 Racela, 6 Hontiveros, 7 Espino, 8 Pennisi, 9 Menk, 10 Ildefonso, 11 Seigle, 12 Cariaso, 13 Hatfield, 14 Taulava, 15 Duremdes,        All. Jong Uichico
Pallacanestro ai XVI Giochi asiatici4 Barroca, 5 Tiu, 6 Casio, 7 Mercado, 8 Aguilar, 9 Slaughter, 10 Baracael, 11 Taulava, 12 Ballesteros, 13 Williams, 14 Lassiter, 15 Lutz,        All. Rajko Toroman
Pallacanestro ai XVII Giochi asiatici4 Alapag, 5 Tenorio, 6 Chan, 7 Dillinger, 8 David, 9 de Ocampo, 10 Norwood, 11 Douthit, 12 Fajardo, 13 Lee, 14 Aguilar, 15 Pingris,        All. Chot Reyes
Pallacanestro ai XVIII Giochi asiatici3 Lee, 5 Norwood, 6 Clarkson, 7 Erram, 11 Pringle, 13 Ahanmisi, 17 Tiu, 18 Yap, 20 Almazan, 30 Belga, 34 Standhardinger, 88 Taulava,        All. Joseller Guiao
Pallacanestro ai XIX Giochi asiatici3 Newsome, 6 Alas, 9 Thompson, 10 Tolentino, 12 Ross, 13 Lassiter, 15 Fajardo, 17 Perez, 18 Oftana, 25 Aguilar, 32 Brownlee, 34 Kouame,        All. Tim Cone

## Nazionali giovanili
- Nazionale Under-18
- Nazionale Under-16